# カスピ小艦隊

ロシア・カスピ海小艦隊の袖章

カスピ小艦隊（カスピしょうかんたい、ロシア語: Каспийская флотилия）は、カスピ海上での作戦を目的としたソ連海軍、ロシア海軍の小艦隊（フローティラ）。カスピ小艦隊はソビエト連邦時代に創設されたが、ロシア帝国海軍の歴史と伝統も継承しているため、ここではロシア帝国時代も含めて述べる。
ソ連時代は余り重要視されていなかったが、ソ連崩壊後、アゼルバイジャン共和国、トルクメニスタン、カザフスタン共和国が独立して地域状況が一変し、また、カスピ海の油田の開発により同小艦隊の戦略的意義は高まりつつある。2015年には、シリアのアサド政権支援のためにカスピ小艦隊の艦艇からシリアのISILに対するミサイル攻撃が行われている。

## 歴史

### 帝政ロシア時代
カスピ小艦隊は1722年11月、当時の皇帝ピョートル1世の勅令により対ペルシャ（サファヴィー朝）戦に向けてアストラハンで創設された。フョードル・アプラクシン提督指揮下の艦隊は、1722年から1723年にかけてのロシア・ペルシャ戦争で戦勝に貢献した。
1796年のガージャール朝とのロシア・ペルシャ戦争でも、1804年から1813年のロシア・ペルシャ戦争でも、カスピ小艦隊はロシア陸軍のバクーやデルベント占領を支えた。
1813年のゴレスターン条約により、カスピ海の航行権がロシアに認められ、カスピ小艦隊がカスピ海唯一の艦隊となった。1867年にカスピ小艦隊の本部はバクーに移った。

### ソビエト連邦時代
ロシア革命後、バクーにイギリス軍が進駐し、艦艇の一部は武装解除させられ、残余はペトロフスク（マハチカラ）に逃走した。ロシア内戦時、カスピ小艦隊は、赤軍と共にヴォルガ川及びカマ川流域で戦った。1920年5月、白衛軍艦艇を奪取し、カスピ海の制海権獲得に成功した。イギリス干渉軍と白衛軍はイラン領内に撤退した。この功績により、小艦隊には名誉赤旗勲章が授与された。
独ソ戦時、カスピ海に対するドイツ国防軍の脅威は存在せず、主として哨戒任務に当たった。1941年8月24～26日、ソ連政府の命令により、イランのアスタラ南方の海岸に対して上陸作戦を行い、増強1個山岳狙撃連隊を上陸させた。赤軍のイラン領侵入は、イラン国内でドイツの影響力が高まり、イランが枢軸国側で参戦する可能性があったためとされる。戦時中、赤軍がイラン北部を支配し、カスピ小艦隊艦艇はイランのパーレビ、ノウシェフル、バンダル・シャー港に常駐した。1945年8月27日、小艦隊に赤旗勲章が授与された。

## 編制

### 艦艇部隊
- カスピ小艦隊旗艦：ゲパルト型フリゲート「ダゲスタン」（2017年より）

- 第106水域警備艦旅団：マハチカラ
  - 第250ミサイル艇大隊：マハチカラ
  - 第242大隊：カスピースク
- 第73水域警備艦旅団：ゾロトイ・ザトン
  - 第33水域警備艦大隊：ゾロトイ・ザトン
  - 第48水域警備艦大隊：ニコロ・コマロフカ
  - 第327大隊：ニコロ・コマロフカ
- 支援船舶大隊：トルドフロント
- 支援船舶大隊：マハチカラ
- 救助船大隊：アストラハン
- 第556水域測量船大隊：アストラハン
- 第43水域測量船中隊：マハチカラ
- 第11独立航空群：エクラノプラン部隊。一時期保管状態だったが、ウラジーミル・プーチン大統領時代に復活。

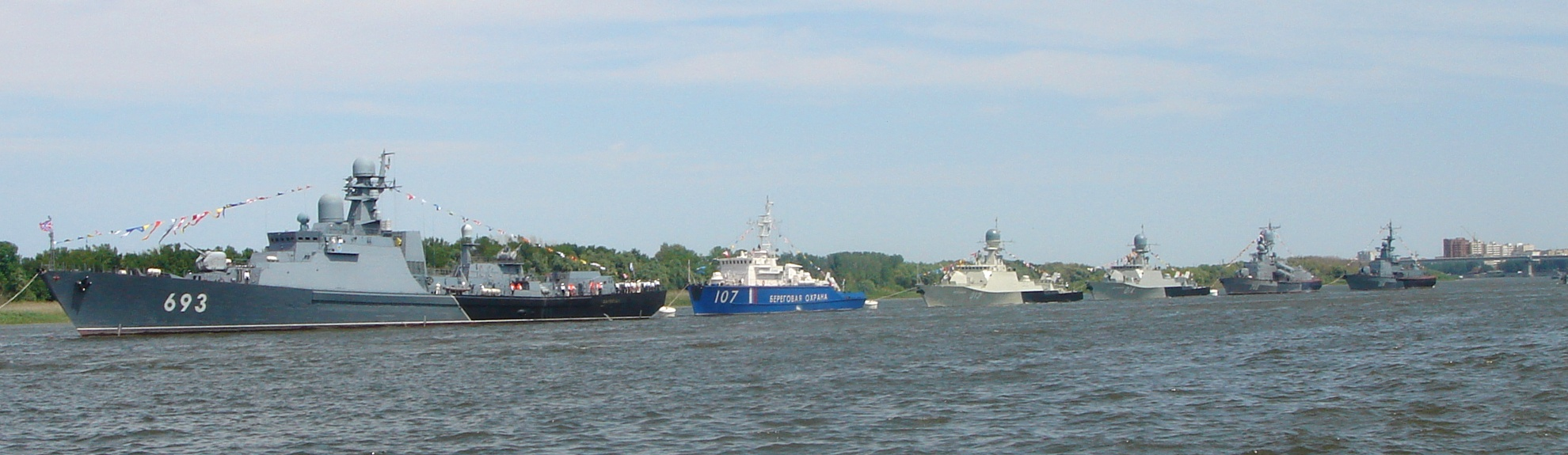
カスピ小艦隊の艦船。一番左が旗艦「ダゲスタン」

### 海軍航空隊
- 独立ヘリ飛行隊：カスピースク。Mi-8装備

### 海軍歩兵・沿岸防衛部隊
- 沿岸ミサイル連隊：アストラハン
- 第77独立海軍歩兵旅団：2009年解散。
- 第177独立海軍歩兵連隊：カスピースクに配備

## 主要基地
- アストラハン

小艦隊本部所在地と同時に主要艦隊の基地であったが2018年4月にカスピースクへに移転が決定された。これは段階的に進められる予定で第1段階は艦隊の半分を移転する予定で2018年末に完了予定。一方海域を保護する部隊は主要部隊の移転後も残留する。
- マハチカラ
- カスピースク

ヴォルゴ・カスピースク船舶修理工場が存在。アストラハンより主要艦隊を移転予定でそれにともない3千棟の新しいアパートを建設し、ロシア国防省は1平方メートルあたり24,000ルーブルの価格で、2,700のマンションを購入する。基盤整備は2020年までに完了予定。
- ゾロトイ・ザトン
- ニコロ・コマロフカ

## 歴代司令官
司令官はソ連時代より中将、または少将が充てられている。
| 職名   | 氏名                     | 階級 | 在任期間        | 出身校             | 前職               |
| ------ | ------------------------ | ---- | --------------- | ------------------ | ------------------ |
| 司令官 | ウラジーミル・マソリン   | 中将 | 1996-2002.12    | 黒海高等海軍学校   | 北洋艦隊参謀長     |
| 司令官 | ユーリー・スタルツェフ   | 中将 | 2002.12-2005.11 | 黒海高等海軍学校   | カスピ小艦隊参謀長 |
| 司令官 | ヴィクトル・クラフチュク | 少将 | 2005.11-        | 太平洋高等海軍学校 |                    |